# Abderrahim Goumri
Abderrahim Goumri (en arabe : عبد الرحيم غمري), né le 21 mai 1976 à Douar Ouled Talha village de la banlieue de Safi au Maroc et mort le 19 janvier 2013 à Témara, est un athlète marocain spécialiste des courses de fond.

## Biographie
Pratiquant principalement les courses longues distances, il évolue dans un club norvégien, ce qui lui vaut d'être plusieurs fois champion de Norvège. Il continue de porter les couleurs marocaines, remportant ainsi plusieurs médailles par équipe lors des Championnats du monde de cross.
Pour son premier marathon, il surprend les spécialistes en se classant deuxième du Marathon de Londres 2007 derrière le Kényan Martin Lel dans un des marathons les plus relevés de l'histoire avec la présence du champion olympique Stefano Baldini, du champion du monde Jaouad Gharib, le détenteur du record du monde Paul Tergat et son prédécesseur Khalid Khannouchi, et l'ex-star de la piste Haile Gebreselassie.
L’athlète remporte l’édition 2011 du marathon de Séoul en Corée du Sud en bouclant les 42,195 km de l’épreuve en 2h 9min 11sec.
Il est suspendu 4 ans, à trois jours des Jeux olympiques d'été de 2012, pour dopage.
Il meurt dans un accident de la route au volant de son Porsche Cayenne le 19 janvier 2013.

## Palmarès

### Championnat du monde de cross
- Médaille d'argent du Championnat du monde de Mombasa en 2007  par équipe
- Médaille de bronze du Championnat du monde de Dublin en 2002 par équipe
- Médaille de bronze du Championnat du monde de Lausanne en 2003  petite distance par équipe
- Médaille de bronze du Championnat du monde de Lausanne en 2003  longue distance par équipe

### Marathon
- 2e du marathon de Londres 2007
- 2e du marathon de New York 2007
- 3e du marathon de Londres 2008
- 2e du marathon de New York 2008
- 2e du marathon de Chicago 2009
- 4e du marathon de New York 2010
- 1er du marathon de Séoul 2011

### Distinction personnelle
Son record personnel en marathon 2 h 05 min 30 s est la deuxième meilleure performance marocaine et arabe de l'histoire, la première est celle de Jaouad Gharib en 2 h 05 min 27 s.